# Germanus
Germanus (en grec : Γερμανός) (mort en 604) est un général byzantin servant sous l'empereur Phocas au début de la guerre byzantino-sassanide de 602-628.

## Biographie
Germanus est probablement duc de Phoenice. Il est choisi comme chef par l'armée lors de la mutinerie de Monocarton lors de la Pâques 588 à la place de Priscus. Bien que Germanus restaure la discipline et réussit à vaincre les Sassanides, il est jugé coupable par un tribunal. Condamné à mort, il est rapidement pardonné avant d'être récompensé par l'empereur Maurice.
En 602, peu de temps après le déclenchement de la révolte contre Maurice et la prise du pouvoir par Phocas, Germanus devient commandant de la forteresse stratégique de Dara en Mésopotamie. Au début de l'année 603, il reçoit Lilius envoyé par Phocas pour prévenir l'empereur perse Khosro II de son accession au pouvoir. Au même moment, Germanus subit plusieurs attaques avant d'être blessé par un de ses propres soldats.
À la fin de l'année 603, Narsès, le commandant byzantin des armées de l'Est se rebelle contre Phocas. Toutefois, il ne parvient pas à obtenir le soutien de la majorité de l'armée et Germanus reçoit l'ordre de l'assiéger dans sa base d'Édesse. Toutefois, Narsès parvient à obtenir le soutien de Khosro II qui souhaite récupérer la souveraineté de territoires perdus et venger le meurtrier de Maurice. En effet, ce dernier a permis à Khosro de revenir sur le trône en 591,. Le roi perse envoie alors une armée en Mésopotamie. Germanus tente de s'y opposer près de Constantina mais il est vaincu et gravement blessé. Il meurt quelques jours après à Constantina,.

## Sources
- (en) Warren Treadgold, A History of the Byzantine State and Society, Stanford, Stanford University Press, 1997
- (en) John R. Martindale, A. H. M. Jones et John Morris, The Prosopography of the Later Roman Empire - Volume III, AD 527–641, Cambridge University Press, 1992